# Microserica viridicollis
Microserica viridicollis är en skalbaggsart som beskrevs av Gilbert John Arrow 1913. Microserica viridicollis ingår i släktet Microserica och familjen Melolonthidae. Inga underarter finns listade i Catalogue of Life.